# (73844) 1996 PF4
(73844) 1996 PF4 – planetoida z pasa głównego asteroid okrążająca Słońce w ciągu 5,59 lat w średniej odległości 3,15 j.a. Odkryta 9 sierpnia 1996 roku.